# (120132) 2003 FY128
(120132) 2003 FY128, também escrito como (120132) 2003 FY128, é um objeto transnetuniano que está localizado no Cinturão de Kuiper, uma região do Sistema Solar. Ele possui uma magnitude absoluta de 9,3 e tem um diâmetro de cerca de 460±21 km. O astrônomo Mike Brown lista este corpo celeste em sua página na internet como um candidato a possível planeta anão.

## Descoberta
(120132) 2003 FY128 foi descoberto no dia 26 de março de 2003 pelo programa NEAT do Observatório Palomar, localizado na Califórnia.

## Órbita
A órbita de (120132) 2003 FY128 tem uma excentricidade de 0,256 e possui um semieixo maior de 49,769 UA. O seu periélio leva o mesmo a uma distância de 37,046 UA em relação ao Sol e seu afélio a 62,492 UA.

## Características
Está classificado como objeto separado pelo programa Deep Ecliptic Survey (DES), desde que se sabe que sua órbita está a uma distância (em relação ao sol) suficiente para que não exista uma possível interferência de Netuno sobre este objeto. Tal como se pensa em uma possível migração de Netuno para o exterior do sistema solar ao longo da vida, não teria havido um período em que Netuno teve uma excentricidade superior.